# ادموند اچ. نورث
ادموند اچ. نورث (انگلیسی: Edmund H. North؛ ۱۲ مارس ۱۹۱۱–۲۸ اوت ۱۹۹۰) فیلم‌نامه‌نویس اهل ایالات متحده آمریکا بود.
او تا سال‌ها، رئیس بخش سینمایی انجمن نویسندگان آمریکا بود و خود در سال ۱۹۷۰ میلادی به همراه فرانسیس فورد کوپولا، بابت نگارش فیلم‌نامهٔ پاتن، برندهٔ جایزه اسکار بهترین فیلم‌نامه غیراقتباسی شد.